# New Plymouth
Pour les articles homonymes, voir Plymouth.
New Plymouth est le port et la ville principale de la région de Taranaki située sur l'île du Nord de Nouvelle-Zélande.

## Description
La ville est un centre de service pour les activités économiques de la région, qui comprennent l'industrie intensive de la production laitière ainsi que le pétrole, le gaz naturel et pétrochimique, exploration et production. Elle est aussi un centre financier puisque la banque TSB (autrefois Taranaki Savings Bank) est y située.
La population de New Plymouth est d'environ 49 000 habitants.
Quelques caractéristiques notables sont les jardins botaniques de Pukekura Park (en), la promenade côtière de 7 km le long de la mer de Tasman, la sculpture de Len Lye appelée Wind Wand, de 45 mètres de haut, et les vues du mont Taranaki/Egmont.
Elle est aussi connue comme ville où il est possible de faire du ski, du snowboard, du surf et du ski nautique grâce au fait que la ville n'est qu'à trente minutes par voiture de la montagne.

## Histoire
En 1828, Richard « Dicky » Barrett (1807-1847) a mis en place un poste à "Ngamotu" après être arrivé sur le navire Adventure. Barrett a fait du commerce avec les Maori locaux et a aidé à négocier l'achat de terrains pour la New Zealand Company. Les premiers colons sont arrivés sur le William Bryan, qui mouilla au large de la côte le 31 mars 1841. Après quelques litiges entre les Maori et les colons à propos de la propriété et la colonisation de terrains, New Plymouth est devenue une ville fortifiée dès 1860-1861, pendant que les soldats se battaient contre les Maori dans la première guerre de Taranaki.

## Climat
New Plymouth possède un climat océanique (Köppen: Cfb), avec des étés tièdes et des hivers frais et pluvieux. Les temps maximales varient de 22,5 ºC en février à 13,5 ºC en juillet; tandis que les temps minimales rangent de 13,8 ºC en février à 5,9 ºC en juillet. La pluviométrie moyenne est assez haute: 1 410,3 mm, avec l'hiver comme la saison plus pluvieuse. New Plymouth expérience 141.8 jours pluvieux par an, et la ville se profite de 2318,1 heures d'ensoleillement annuellement.
| Mois                                            | jan.  | fév.  | mars | avril | mai   | juin  | jui.  | août  | sep.  | oct.  | nov.  | déc.  | année   |
| ----------------------------------------------- | ----- | ----- | ---- | ----- | ----- | ----- | ----- | ----- | ----- | ----- | ----- | ----- | ------- |
| Température minimale moyenne (°C)               | 13,4  | 13,8  | 12,3 | 10,6  | 8,9   | 7,1   | 5,5   | 6,5   | 8     | 9,2   | 10,1  | 12,5  | 9,9     |
| Température maximale moyenne (°C)               | 21,8  | 22,5  | 21,3 | 19    | 16,5  | 14,3  | 13,5  | 14    | 15,2  | 16,3  | 17,8  | 20,2  | 17,7    |
| Record de froid (°C)                            | 4,2   | 2,8   | 2,6  | 0     | −0,8  | −2,4  | −2,6  | −2,3  | −2,2  | −0,1  | 1,2   | 2,1   | −2,6    |
| Record de chaleur (°C)                          | 30,6  | 29,5  | 29   | 24,9  | 21,7  | 19,8  | 18    | 19,9  | 21,6  | 22,3  | 26,4  | 29,9  | 30,6    |
| Ensoleillement (h)                              | 260,1 | 235,1 | 227  | 180,8 | 149,9 | 125,5 | 142,5 | 170,2 | 171   | 200,9 | 225,4 | 229,7 | 2 318,1 |
| Précipitations (mm)                             | 76,3  | 89,8  | 91,1 | 117,1 | 149,4 | 143,6 | 141,3 | 128,8 | 122,9 | 127   | 103,7 | 119,3 | 1 410,3 |
| dont nombre de jours avec précipitations ≥ 1 mm | 8,1   | 7,8   | 8,6  | 10,3  | 13,6  | 14,6  | 14,5  | 14,8  | 14,2  | 12,9  | 10,9  | 11,5  | 141,8   |
| Humidité relative (%)                           | 81,2  | 82,5  | 83,2 | 82,7  | 85,7  | 85,9  | 86    | 84,8  | 82,9  | 83,6  | 80    | 80,9  | 83,3    |

## Le transport et l'industrie
L'électricité a été produite pour la première fois en janvier 1906 à la centrale électrique de Mangorei à côté du fleuve Waiwakaiho près de Burgess Park. La centrale électrique de New Plymouth fut construite en vue de fonctionner au gaz naturel mais a été transformée pour une exploitation des ressources hydrothermiques ; la production a commencé en 1974 et a cessé en 2007.
Les prospecteurs ont commencé à chercher du pétrole sur la côte de New Plymouth en 1865 après avoir trouvé du pétrole sur le rivage. Les premières productions commerciales n'ont été obtenues qu'en janvier 1866.